# Алеріель, або подорож до інших світів
«Алеріель, або подорож до інших світів» (англ. Aleriel, or A Voyage to Other Worlds) — науково-фантастичний роман Владислава Соммервіля Лах-Ширми, польсько-англійського курата, письменника та історика.
Опублікований у 1883 році, «Алеріель» — вікторіанський роман, який раніше вважався першим друкованим твором, яке називало слово «Марсіанин» як іменник (зараз відомо, що це слово вперше було використано в 1877 році): після того, як головний герой, Алеріель, вирушає на Марс, він ховає свій космічний корабель у снігу «так, щоб його не турбували марсіани, які могли здогадатися про це».
У 2015 році роман було перевидано. Видання включало в себе той самий текст та нову передмову від Річарда Данна (Королівський музей Гринвича) та Марека Кукули (Гринвіцька королівська обсерваторія).